# 苏普拉希尔修道院

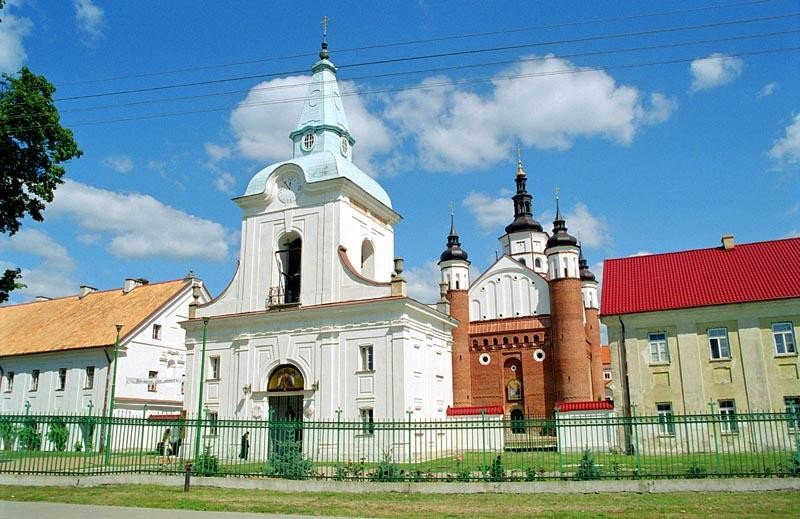
苏普拉希尔修道院

苏普拉希尔修道院（波蘭語：Monaster Zwiastowania Najświętszej Marii Panny w Supraślu）是波兰东北部波德拉谢省苏普拉希尔一座修道院，属于波兰正教会，是波兰六个东正教男子修道院之一。

## 历史

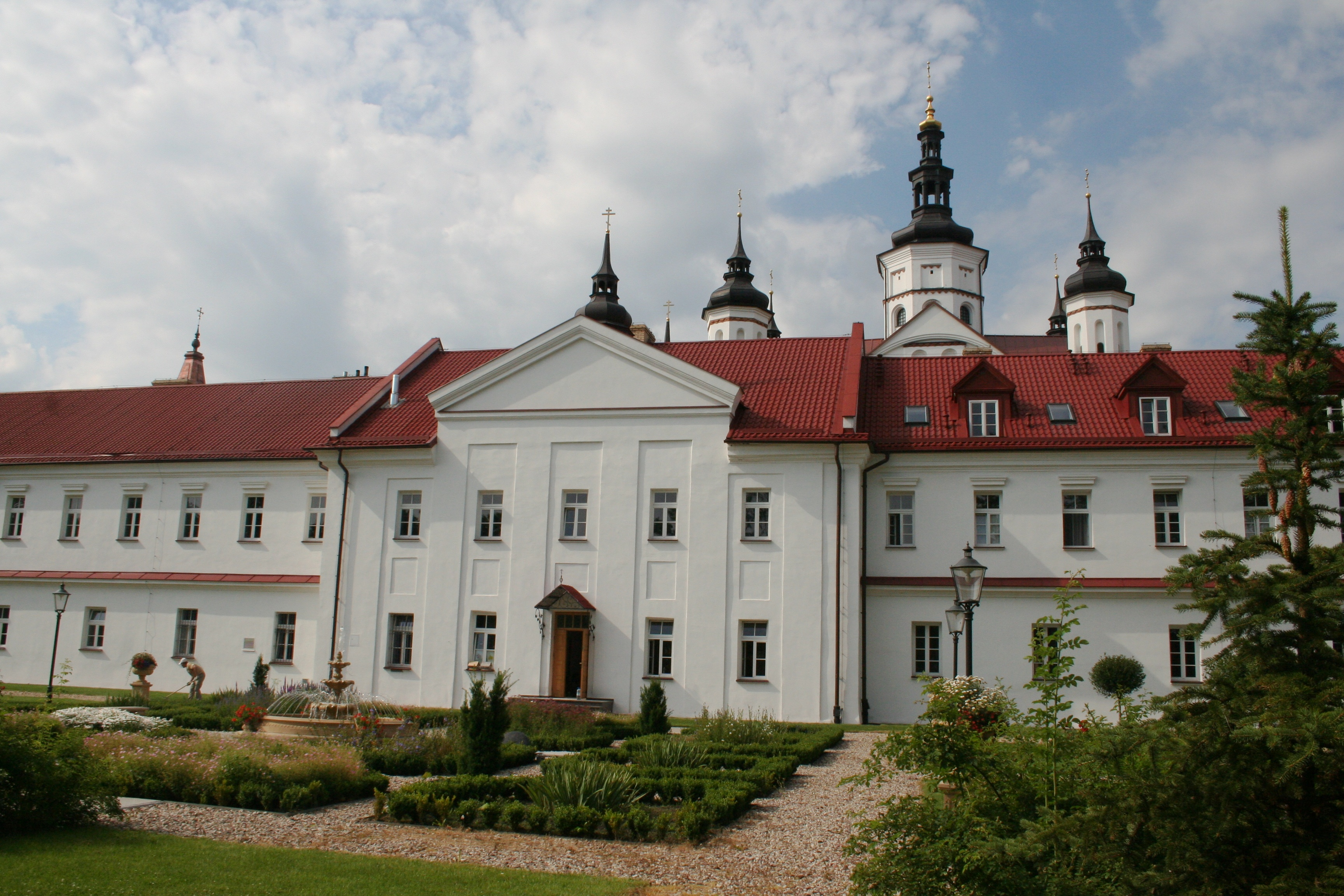

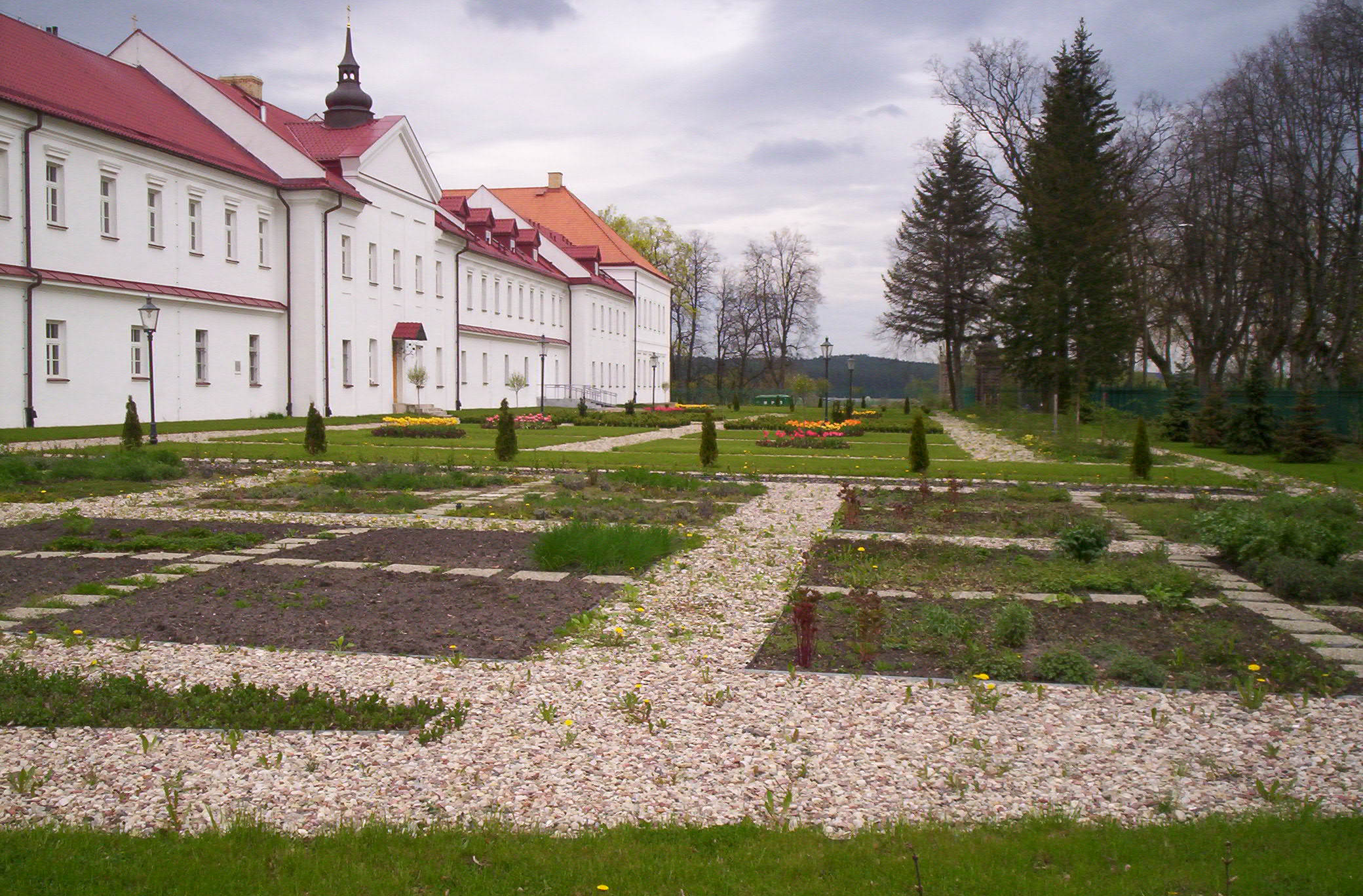
花园

苏普拉希尔东正教修道院在16世纪由立陶宛大公国元帅Aleksander Chodkiewicz创建。君士坦丁堡普世牧首杰里米亚二世发表了祝福。1501年建造了木制圣约安堂。1516年，圣母领报堂祝圣，后来修道院进一步扩大，增加了一座基督复活堂，该教堂设有修道院的地下墓穴。随着时间的推移，苏普拉希尔修道院成为东正教文化的重要场所，由于其大型图书馆堪比其他重要的东正教修道院，如基輔洞窟修道院和阿托斯山。
1796年，普鲁士当局在第三次瓜分波兰之后没收了这个修道院的财产。1824年，俄罗斯人将该修道院交给俄罗斯正教会。第一次世界大战期间，修士们带着圣母像逃往俄国内地。
在两次世界大战期间，修道院由天主教慈幼会使用。1944年，撤退的德国军队摧毁了圣母领报堂，以及所有珍贵的壁画。 共产党政府将修道院改成农业院校。在共产党政府崩溃之后，修道院归还波兰正教会，并立即开始修复工作。
波兰最古老的斯拉夫语文学作品《苏普拉希尔抄本》以这个修道院命名。

## 修道院

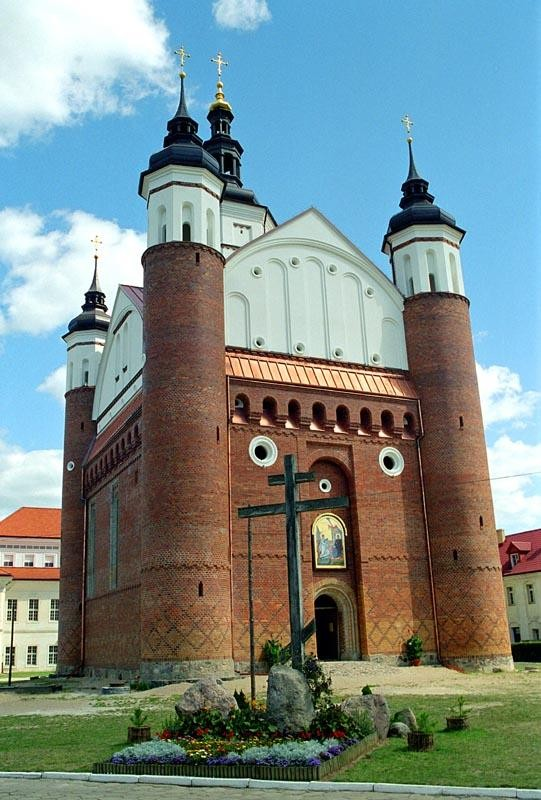
圣母领报堂

在修道院的庭院内是圣母领报堂（1503–1511, 毁于1944年，1985年开始重建）。原来壁画的碎片目前在Archimandrites宫展出，教堂正在根据建筑师M.Kuźmienko的设计重建。
修道院大楼，巴洛克风格，建于17-18世纪。
Archimandrites' 宫(建于1635-1655年) ，现为圣像博物馆
圣约安堂（1888）
大门-钟楼，建于1752年